# Bão Idai (2019)
Bão nhiệt đới mạnh Idai là xoáy thuận nhiệt đới mạnh nhất tấn công Mozambique kể từ Jokwe năm 2008 và cho đến bây giờ là cơn bão nhiệt đới nguy hiểm nhất trên toàn thế giới vào năm 2019.

## Lịch sử khí tượng

### Hình thành và phát triển
Bão Idai là cơn bão thứ mười và cơn bão nhiệt đới mạnh thứ bảy kỷ lục của cơn bão nhiệt đới Tây Nam Ấn Độ Dương 2018, Idai bắt nguồn từ một áp thấp nhiệt đới hình thành ngoài khơi bờ biển phía đông Mozambique vào ngày 4 tháng 3. Áp thấp đã đổ bộ vào đất nước nói trên vào cuối ngày và vẫn là một cơn bão nhiệt đới trong toàn bộ chuyến đi trên đất liền. Vào ngày 9 tháng 3, áp thấp đã tái xuất vào Kênh Mozambique và được nâng cấp thành Idai Bão nhiệt đới vừa phải vào ngày hôm sau. Hệ thống sau đó bắt đầu tăng cường nhanh chóng, đạt cường độ cực đại ban đầu là một cơn bão nhiệt đới dữ dội với sức gió 175 km/h (110 dặm/giờ) vào ngày 11 tháng 3. Idai sau đó bắt đầu suy yếu do những thay đổi cấu trúc đang diễn ra bên trong lõi bên trong của nó, rơi vào cường độ bão nhiệt đới. Cường độ của Idai vẫn trì trệ trong khoảng một ngày hoặc lâu hơn trước khi nó bắt đầu tăng cường trở lại.

### Suy yếu và tan dần
Vào ngày 14 tháng 3, Idai đạt cường độ cực đại với sức gió duy trì tối đa 195 km/giờ (120 dặm/giờ) và áp suất trung tâm tối thiểu là 940 hPa (27,76 inHg). Idai sau đó bắt đầu suy yếu khi nó tiếp cận bờ biển Mozambique do điều kiện ít thuận lợi hơn. Vào ngày 15 tháng 3, Idai đã đổ bộ gần Beira, Mozambique, như một cơn bão nhiệt đới mạnh, sau đó, bão tiếp tục đi về phía tây và tan dần.

## Ảnh hưởng
Idai đã mang theo gió mạnh và gây ra lũ lụt nghiêm trọng ở Madagascar, Malawi, Zimbabwe, và Mozambique đã giết chết 314 người 150 ở Mozambique, 98 ở Zimbabwe, 56 ở Malawi, 7 ở Nam Phi và 3 ở Madagascar và bị ảnh hưởng hơn 1 triệu người khác. Thiệt hại thảm khốc đã xảy ra trong và xung quanh Beira ở miền nam Mozambique. Tổng thống Mozambique tuyên bố rằng hơn 1.000 người có thể đã chết trong cơn bão.
| Bão Idai đổ bộ Mozambiquee | Bão Idai nhìn từ trạm vũ trụ quốc tế ISS | Sạt lở đất nguy hiểm ở Mozambique | Hàng cứu trợ cho những người bị nạn | Lũ lụt nghiêm trọng nhấn chìm nhiều nhà cửa và hoa màu |